# کراوات کلمبیایی
کراوات کلمبیایی (به اسپانیایی: corbata colombiana یا corte corbata) یکی از انواع قطع عضو پس از مرگ است که در آن یک برش عمیق در زیر چانه قربانی ایجاد شده و سپس زبان از آن محل خارج می‌شود و به سمت چپ آویزان می‌شود تا ظاهری رعب انگیز شبیه کراوات به خود بگیرد. در برخی موارد چنانچه قربانی مذکر باشد، آلت تناسلی او بریده و در دهانش قرار می‌گیرد. این شیوه در کلمبیا در دوره‌ی خشونت سیاسی که تحت عنوان لا ویولنسه شناخته می‌شود، شکل گرفته و در جهت جنگ روانی با هدف ایجاد رعب و وحشت کاربرد داشته است.